# Sebastian Eisenlauer
Sebastian Eisenlauer (Sonthofen, 13 marzo 1990) è un fondista tedesco.

## Biografia
Attivo in gare FIS dal dicembre del 2005, Eisenlauer ha esordito in Coppa del Mondo il 4 dicembre 2010 a Düsseldorf (47º), ai Campionati mondiali a Val di Fiemme 2013, classificandosi 43º nella sprint, e ai Giochi olimpici invernali a Soči 2014, dove si è piazzato 35º nella sprint.
Ai Mondiali di Falun 2015 è stato 50º nella 15 km, 41º nella 50 km e 23º nella sprint; a quelli di Lahti 2017, 20º nella sprint e 7º nella sprint a squadre. Ai XXIII Giochi olimpici invernali di Pyeongchang 2018 si è piazzato 32º nella 15 km, 28º nella sprint e 10º nella sprint a squadre; l'anno dopo ai Mondiali di Seefeld in Tirol 2019 è stato 15º nella 15 km, 42º nella sprint, 14º nella sprint a squadre e 6º nella staffetta, mentre a quelli di Oberstdorf 2021 si è classificato 37º nella sprint e 12º nella sprint a squadre.

## Palmarès

### Coppa del Mondo
- Miglior piazzamento in classifica generale: 34º nel 2016